# Hollywood Foreign Press Association
A Hollywood Foreign Press Association (rövidítve HFPA, magyarul: Hollywoodi Külföldi Tudósítók Szövetsége) 1944-ben jött létre az Amerikai Egyesült Államokban nonprofit újságírószervezetként. Ennek a szervezetnek a tagjai döntenek a Golden Globe díjazottjairól.

## Története
Az egyesület létrehozásának ötlete a második világháborúval függ össze: amikor a Pearl Harbor elleni japán támadással az Amerikai Egyesült Államok is hadviselő fél lett, nagy szükség volt menekülést, inspirációt és szórakozást kínáló filmekre. Az Amerikában dolgozó külföldi újságírók próbálták a filmipar figyelmét felhívni a külföldi piacok fontosságára. Eleinte egy maroknyi újságíró szervezett informális találkozásokat magánlakásokban, majd ahogy nőtt a létszám, áthelyezték a székhelyüket a Hollywood Roosevelt Hotelbe, ami mindmáig számos filmes díj átadásának helyszíne.
A szervezet 1944-ben adta át a díjat első ízben: a kor filmcsillagai ellátogattak a 20th Century Fox stúdióiba, hogy végignézzék a külföldi újságírók által összeválogatott filmeket. Ekkor még csak három kategóriában adtak díjat: legjobb film, legjobb fő-, és mellékszereplő színész, illetve színésznő (ma 25 kategória létezik). Ennek a rendezvénynek a sikerét látva döntöttek úgy, hogy évente megrendezik a díjátadót, s hogy a függetlenségüket érzékeltessék, arra mindig az Oscar-díj átadása előtt kerítenek sort.
A szervezet 1950-ben belső ellentétei hatására kettészakadt, és öt évig a két tábor egymás mellett működött, míg végül 1955-ben ismét egyesültek, s kialakították a máig érvényes működési kereteket.

## A szervezet összetétele
A szervezet tagjainak száma a százat sosem érte el, jelenleg kb. 90-en vannak (összehasonlításul: az Oscar-díjra javaslatot tevő Filmművészeti és Filmtudományi Akadémia tagjainak száma 2018-ban 8500 volt). 1997-ben a tagság főállásban dolgozó újságíróinak az aránya 25 százalék körül mozgott, a többiek csak az "évi négy cikk leadása" feltételt teljesítették, jellemzően marginális lapok, vagy kis piacot lefedő periodikák számára. A szervezet ritkán vesz fel új tagokat, ezért például 1997-ben ellenszervezet is alakult az International Press Academy néven – igaz, a Golden Globe-díj átadását ez nem befolyásolta. A szervezet összetételével kapcsolatos kritikák középpontjában is az áll, hogy a tagság nem reprezentálja a filmművészettel foglalkozó nemzetközi újságírótársadalmat.

## Jótékonyság
A szervezet nonprofit formában működik, bár jelentős bevételek fölött diszponál: az éves díjátadó tévés közvetítéseinek bevétele nagyságrendileg tízmillió dollárt jelent. Az összeg jelentős részét ösztöndíjakra és jótékonysági szervezetek támogatására fordítják. Más célok mellett a HFPA támogatásaiból újítottak fel 90 régi filmet, olyanokat, mint az 1933-as King Kong, az 1943-as A gyanú árnyékában vagy az 1950-es Woman on the Run.